# الجريدة الرسمية للجزائر
الجريدة الرسمية للجزائر (JOA) هي صحيفة تصدرها الحكومة الجزائرية تحوي القوانين والمراسيم والقرارات الحكومية الصادرة، كما تحوي الجريدة الرسمية على الأحكام القضائية والإعلانات الرسمية. ويعتبر القانون نافذا فور إعلانه وتعميمه في الجريدة.

## تاريخياً
الجريدة الرسمية للجزائر ولدت في عام 1927م.
7 يناير 1927م، هو العدد الأول الجريدة الرسمية. في البداية كانت تنشر إسبوعياً ثم تصبح شبه إسبوعي وهي مقسمة إلى ثلاثة أجزاء:

### الأول
بعنوان «القوانين والمراسيم» تخص القوانين والمراسيم واللوائح والتعاميم والتعليمات العامة والإشعارات والاتصالات والمعلومات والإعلانات.

### الثاني
بعنوان «المرسوم والنطام» تخص بشأن المراسيم والأوامر والنصوص المختلفة التي ليس لها طابع عام.

### الثالث
النسخة العربية تحت عنوان «الجريدة الرسمية الجزائرية».

## وصلات خارجية
- الموقع الرسمي